# 明治神宮競技大会柔道競技
明治神宮競技大会における柔道競技は明治神宮競技大会における柔道である。

## 概要

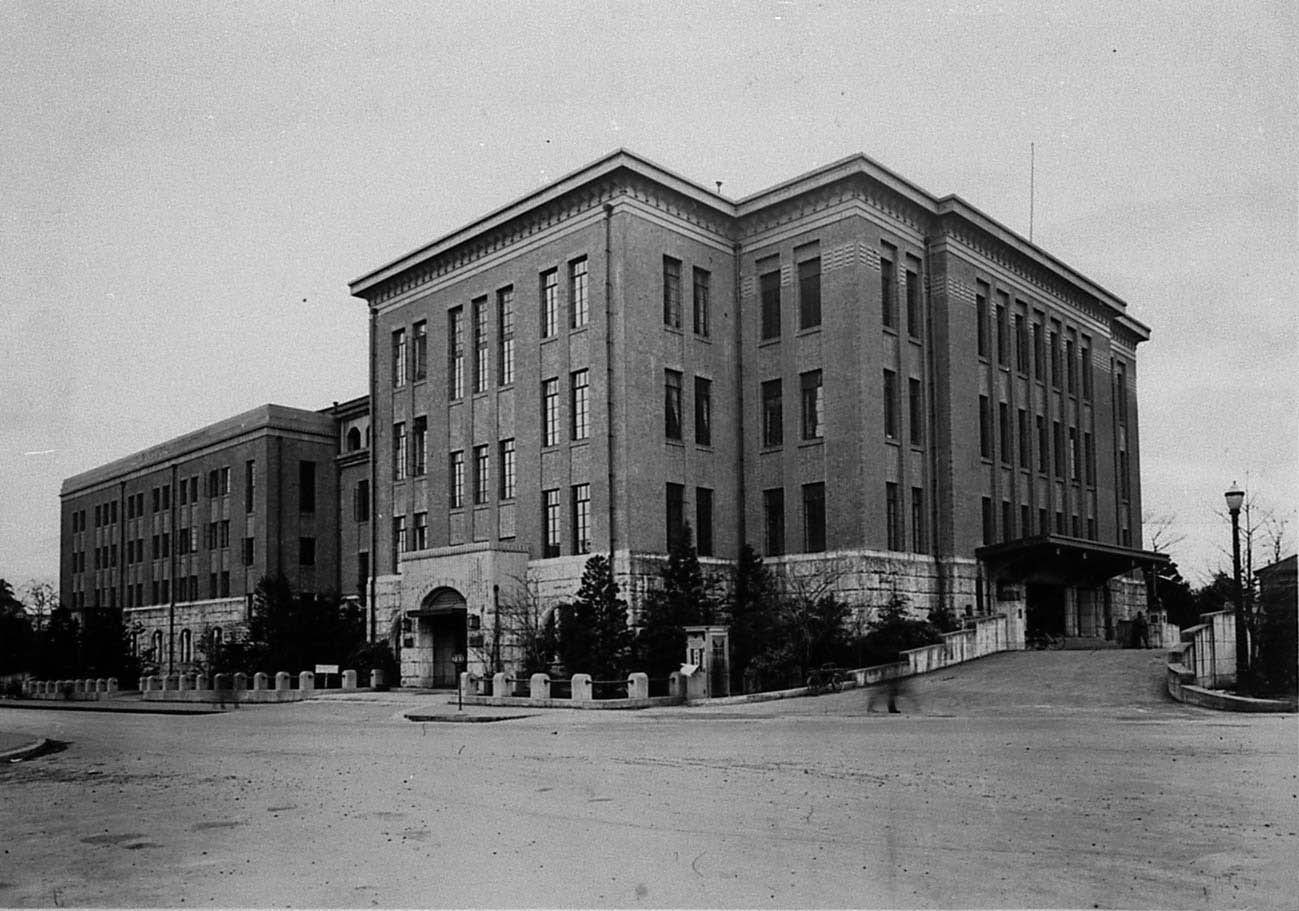
第5回大会から第9回大会まで会場となった初代日本青年館

明治神宮競技大会における柔道競技は、第1回大会（1924年）から第13回大会（1942年）まで実施された。
明治神宮競技大会は後の国民体育大会柔道競技に相当する大会であり、まだ全国規模の試合が無かった1920年代においては事実上の柔道日本一決定試合であった。
とはいえ黎明期の明治神宮大会では、講道館と共に柔道の大御所と知られた大日本武徳会が外来スポーツと同様に“競技”として扱われる事を嫌って選手を派遣しなかった事は剣道競技や弓道競技の例に漏れず、当初の神宮大会には講道館側の選手のみが出場していた。
これに対し第1回明治神宮大会柔道競技の青年組選手権者となった二宮宗太郎が武徳会側に挑戦状を叩き付け、これに応じた武徳会教士の栗原民雄と1925年5月5日の武徳祭にて30分以上の激しい攻防の末に引き分けるに至った。当時の柔道界ではこの名勝負の評が広まり、講道館側で「京都に栗原あり」と、武徳会側では「二宮強し」と互いに讃え合い、1926年の第3回大会からは武徳会の選手も出場する事となって、文字通り全国レベル唯一無二の選手権となった経緯がある。
その結果、日本柔道選士権大会（1930年以降ほぼ毎年開催）や昭和天覧試合（不定期開催）等の試合が実施されてからも、戦前の柔道家にとって明治神宮大会はそれらと共にビッグタイトルの1つという格式を堅持し、牛島辰熊・大谷晃・木村政彦等の戦前・戦中を代表する柔道家はこの大会での活躍を以って全国にその名を轟かせる事となった。

## 試合形式
計13回開催された大会の出場枠の設定は必ずしも一定ではなく、段位別で覇を競った大会（第3回大会）があれば警察官・軍人など職業別の出場枠があった大会（第10回大会ほか）もあり、柔道競技の全国規模の大会は試行錯誤段階であった事が窺える。
団体戦については2人制や3人制、5人制によるものがあった。ただし、「個人戦義勇組」「府県順位対抗」という2区分が存在した初期の青年団の部（第2-5回大会）では、まず個人戦で各府県の出場者が義組と勇組に分かれてそれぞれ総当りの予選ならびに決勝リーグ戦を行い、各組の代表者1名が優勝戦を競った。一方の府県対抗順位とは、個人戦予選で各組に出場した代表選手の得点を合計し府県別に優劣を付けた参考記録であり、実際に団体戦を行って覇を争ったものではない。
個人戦では当初年齢別を軸として20歳までの若者を「少年組」、20-30歳までを「青年組」、それ以上は「壮年組」へエントリーする事となっていた。その後、第6回大会からは学校区分別に変更されている。
同じ出場枠で団体戦と個人戦が行われる場合に、先に団体戦で予選リーグや決勝リーグを行い、個人戦では団体戦で4戦以上戦った選手の中から全勝した者だけを集めて個人戦の決勝リーグを行った事もあり（第8回大会青年団の部、第10回大会一般の部ほか）、限られた期間の中でを効率良く日程をこなすための工夫も見られる。

## 試合審判規程
1928年の書籍『柔道精解』や1930年の書籍『明治神宮競技規則 再版』に掲載された審判規定は講道館や大日本武徳会とは次の点が異なっていた。
1. 固技への見込み一本なし
2. 膝関節技は足緘のみ禁止
3. 下からの三角絞、腕挫三角固全面禁止
4. 足挟禁止[4]
5. 肘関節技の時、肩関節が極まってもよい
6. 膝行や猪木アリ状態禁止
7. 掛け逃げ禁止
8. 引き分け狙いの長時間の帯掴みや片襟片袖規制
9. 専ら引き分け狙いの動作禁止
10. 双手刈などの脚掴みへの規制
11. 固技で帯や襟に足を掛けること禁止
12. 顔に手足を掛けること禁止
13. 故意に場外に出ること禁止
14. 絞技に対し指を取ること禁止

2, 3, 5 以外はのちに国際柔道連盟の審判規定にも導入されている。

## 結果

### 第1回
名称：第1回明治神宮競技大会
主催：内務省
期日：1924年（大正13年）11月1日から11月3日
会場：明治神宮外苑道場
| 部 門    | 優 勝                | 第2位              |
| -------- | -------------------- | ------------------ |
| 少年組   | 銅金欆一（四国）     | 野上智賀雄（中国） |
| 青年組   | 二宮宗太郎（関東州） | 鷹崎正見（東京）   |
| 壮年組   | 金光弥一兵衛（中国） | 橋本正次郎（東京） |
| 海軍対抗 | 中村大助（横須賀）   | 佐藤権三郎（榛名） |

### 第2回
名称：第2回明治神宮競技大会
主催：内務省
期日：1925年（大正14年）10月29日から11月3日
会場：日比谷野外音楽堂
| 部 門      | 部 門            | 優 勝                         | 第2位                             |
| ---------- | ---------------- | ----------------------------- | --------------------------------- |
| 一般の部   | 少年組           | 田中元一（兵庫）              | 笠原巌夫（東京）                  |
| 一般の部   | 青年組           | 鷹崎正見（東京）              | 為成操一（福岡）                  |
| 一般の部   | 壮年組           | 桜庭武（東京）                | 金丸英吉郎（福島） 永井徹（静岡） |
| 青年団の部 | 義勇組（個人戦） | 牛島辰熊（熊本）              | 吉成大作（徳島）                  |
| 青年団の部 | 各府県対抗順位   | 熊本県 （牛島辰熊・笠間隼人） | 徳島県 （吉成大作・松家政雄）     |

### 第3回
名称：第3回明治神宮体育大会
主催：明治神宮体育会
期日：1926年（大正15年）11月1日から11月3日
会場：日比谷野外音楽堂
| 部 門      | 部 門            | 部 門            | 優 勝                         | 第2位                               |
| ---------- | ---------------- | ---------------- | ----------------------------- | ----------------------------------- |
| 一般の部   | 少年組           | 初段             | 斉藤七之助（埼玉）            | 伊藤洋一郎（愛知）                  |
| 一般の部   | 少年組           | 2段              | 児島重雄（大阪）              | 高橋重弥（神奈川）                  |
| 一般の部   | 少年組           | 3段              | 笠原巌夫（東京）              | 不明                                |
| 一般の部   | 少年組           | 4段              | 阿部信文（東京）              | 不明                                |
| 一般の部   | 青年組           | 初段             | 雨宮市三（山梨）              | 田口実哉（埼玉）                    |
| 一般の部   | 青年組           | 2段              | 藤井守一（東京）              | 俣本金治（富山）                    |
| 一般の部   | 青年組           | 3段              | 柏原俊一（京都）              | 佐藤彰（東京）                      |
| 一般の部   | 青年組           | 4段              | 小谷澄之（兵庫）              | 山本武四郎（東京）                  |
| 一般の部   | 青年組           | 5段              | 優勝戦引き分け                | 古沢勘兵衛（朝鮮） 工藤一三（埼玉） |
| 一般の部   | 壮年組           | 初段             | 八巻久松（神奈川）            | 不戦                                |
| 一般の部   | 壮年組           | 3段              | 松藤栄蔵（朝鮮）              | 小浜孫七（福島）                    |
| 一般の部   | 壮年組           | 4段              | 神田久太郎（千葉）            | 山根福吉（関東州）                  |
| 青年団の部 | 義勇組（個人戦） | 義勇組（個人戦） | 牛島辰熊（熊本）              | 平田進（鹿児島）                    |
| 青年団の部 | 各府県対抗順位   | 各府県対抗順位   | 富山県 （羽田泰文・飯山栄作） | 鹿児島県 （平田進・東孝司）         |

### 第4回
名称：第4回明治神宮体育大会
主催：明治神宮体育会
期日：1927年（昭和2年）10月29日から11月3日
会場：日比谷野外音楽堂
| 部 門      | 部 門            | 優 勝                           | 第2位                                                       |
| ---------- | ---------------- | ------------------------------- | ----------------------------------------------------------- |
| 一般の部   | 少年組           | 川俣国雄（鹿児島）              | 谷佐田栄治（岡山）                                          |
| 一般の部   | 青年組           | 曽根幸蔵（東京）                | 久永貞男（京都）                                            |
| 一般の部   | 壮年組           | 山田行正（関東州）              | 宮田源太郎（東京）                                          |
| 青年団の部 | 義勇組（個人戦） | 牛島辰熊（熊本）                | 大谷晃（大阪）                                              |
| 青年団の部 | 各府県対抗順位   | 熊本県 （牛島辰熊・長曽我部静） | 大阪府 （大谷晃・丹尾繁夫） 新潟県 （高橋伝次郎・今井鉄雄） |

### 第5回
名称：第5回明治神宮体育大会
主催：明治神宮体育会
期日：1929年（昭和4年）11月1日から11月3日
会場：明治神宮外苑日本青年館
| 部 門      | 部 門            | 優 勝                       | 第2位                             |
| ---------- | ---------------- | --------------------------- | --------------------------------- |
| 一般の部   | 少年組           | 荒井一三（京都）            | 野崎正利（東京）                  |
| 一般の部   | 青年組           | 皆川国次郎（東京）          | 野上智賀雄（京都）                |
| 一般の部   | 壮年組           | 須藤金作（福岡）            | 伊藤四男（東京）                  |
| 青年団の部 | 義勇組（個人戦） | 大谷晃（熊本）              | 高橋重弥（神奈川）                |
| 青年団の部 | 各府県対抗順位   | 熊本県 （大谷晃・笠間隼人） | 神奈川県 （高橋重弥・真壁愛之助） |

### 第6回
名称：第6回明治神宮体育大会
主催：明治神宮体育会
期日：1931年（昭和6年）10月29日から10月31日
会場：明治神宮外苑日本青年館
| 部 門        | 部 門        | 優 勝                                     | 第2位                                 |
| ------------ | ------------ | ----------------------------------------- | ------------------------------------- |
| 中等学校の部 | 中等学校の部 | 日本大学三中（東京） （笹井・坂巻・許斐） | 御影師範（兵庫） （薪戸・渡辺・松本） |
| 一般の部     | 一般の部     | 緒方俊（京都）                            | 為成操一（佐賀）                      |
| 青年団の部   | 個人戦       | 柿崎重弥（神奈川県）                      | 田辺熊治郎（新潟県）                  |
| 青年団の部   | 団体戦       | 福岡県 （富永健次郎・前原朝吉）           | 神奈川県 （柿崎重弥・岩見安之助）     |

### 第7回
名称：第7回明治神宮体育大会
主催：明治神宮体育会
期日：1933年（昭和8年）10月28日から10月31日
会場：明治神宮外苑日本青年館
| 部 門        | 部 門        | 優 勝                                             | 第2位                                                 |
| ------------ | ------------ | ------------------------------------------------- | ----------------------------------------------------- |
| 中等学校の部 | 中等学校の部 | 御影師範（兵庫） （岩井・坪井・前田・松本・岡本） | 鹿児島商業（鹿児島） （長谷・前田・高田・松元・俣野） |
| 大学高専の部 | 大学高専の部 | 山口利雄（早大専）                                | 山本秀雄（早大一高）                                  |
| 一般の部     | 一般の部     | 田中末吉（神奈川）                                | 山下英雄（石川） 後藤三郎（長野）                     |
| 青年団の部   | 個人戦       | 中島正行（神奈川県）                              | 辻本英之介（熊本県）                                  |
| 青年団の部   | 団体戦       | 熊本県 （園川峰吉・辻本英之介）                   | 北海道 （橋本茂右衛門・千葉英男）                     |

### 第8回
名称：第8回明治神宮体育大会
主催：明治神宮体育会
期日：1935年（昭和10年）10月29日から10月31日
会場：明治神宮外苑日本青年館
| 部 門        | 部 門        | 優 勝                                             | 第2位                                                 |
| ------------ | ------------ | ------------------------------------------------- | ----------------------------------------------------- |
| 中等学校の部 | 中等学校の部 | 長野中学（長野） （塚田・宮崎・山本・宮島・石黒） | 鹿児島商業（鹿児島） （末吉・石井・松岡・赤塚・姶良） |
| 大学高専の部 | 大学高専の部 | 木村政彦（拓大予）                                | 柳井嘉男（早大）                                      |
| 一般の部     | 一般の部     | 新原勇（福岡）                                    | 保科永四郎（宮城）                                    |
| 青年団の部   | 個人戦       | 辻本英之介（熊本県）                              | 堀野忠文（東京府）                                    |
| 青年団の部   | 団体戦       | 熊本県 （辻本英之介・内藤広）                     | 神奈川県 （深町茂・武田勲）                           |

### 第9回
名称：第9回明治神宮体育大会
主催：明治神宮体育会
期日：1937年（昭和12年）10月29日から10月31日
会場：明治神宮外苑日本青年館
| 部 門        | 部 門        | 優 勝                                         | 第2位                                               |
| ------------ | ------------ | --------------------------------------------- | --------------------------------------------------- |
| 中等学校の部 | 中等学校の部 | 京都一商（京都） （辻・長崎・寺田・槙・石田） | 名古屋二商（愛知） （水谷・小原・杉浦・稲垣・中村） |
| 大学高専の部 | 大学高専の部 | 木村政彦（拓大予）                            | 広瀬巌（武専）                                      |
| 一般の部     | 一般の部     | 高木栄一郎（京都）                            | 畔田与秋（富山）                                    |
| 青年団の部   | 個人戦       | 遊田常義（東京市）                            | 芝田久雄（北海道）                                  |
| 青年団の部   | 団体戦       | 東京市 （望月俊郎・遊田常義）                 | 北海道 （田崎透・芝田久雄）                         |

### 第10回
名称：第10回明治神宮国民体育大会
主催：厚生省
期日：1939年（昭和14年）10月30日から11月2日
会場：講道館
| 部 門        | 部 門        | 優 勝                                                        | 第2位                                     |
| ------------ | ------------ | ------------------------------------------------------------ | ----------------------------------------- |
| 中等学校の部 | 中等学校の部 | 京都府 （松本忠雄・平野時男・大館三郎 ・滝山政治・粟津正蔵） | 東京府 （安谷屋・関・青木・片桐・伊賀上） |
| 大学高専の部 | 大学高専の部 | 優勝戦引き分け                                               | 緒方淳一（日体） 島名誠（中大）           |
| 一般の部     | 専門         | 木村政彦（東京）                                             | 不戦                                      |
| 一般の部     | 非専門       | 大館勲夫（京都）                                             | 馬渡礼次（佐賀）                          |
| 一般の部     | 団体         | 東京府 （木村政彦・田辺周一）                                | 京都府 （若林文吾・大館勲夫）             |
| 青年団の部   | 青年団の部   | 横浜市 （城山義夫・工藤勝太郎）                              | 熊本県 （西本吾一郎・大塚一男）           |
| 警察官の部   | 警察官の部   | 谷口邦夫（熊本県）                                           | 石村謙三（広島県）                        |
| 海軍軍人の部 | 海軍軍人の部 | 高村徳一（呉鎮）                                             | 奥田五蔵（佐鎮）                          |

### 第11回
名称：第11回明治神宮国民体育大会
主催：厚生省
期日：1940年（昭和15年）10月30日から11月2日
会場：講道館
| 部 門        | 部 門        | 優 勝                                   | 第2位                                     |
| ------------ | ------------ | --------------------------------------- | ----------------------------------------- |
| 中等学校の部 | 中等学校の部 | 京都府 （粟津正蔵・平野時男・大館三郎） | 東京府 （大島辰男・青木正義・本橋玖仁次） |
| 大学高専の部 | 大学高専の部 | 藤川常男（慶大高）                      | 飛田常吉（慶大予）                        |
| 一般の部     | 一般の部     | 島名誠（東京）                          | 坂井良雄（石川）                          |
| 青年団の部   | 青年団の部   | 愛媛県 （斉藤・西原基）                 | 福岡県 （永塚俊夫・馬場忠道）             |
| 警察官の部   | 警察官の部   | 谷口邦夫（熊本県）                      | 岩淵佶（台湾）                            |

### 第12回
名称：第12回明治神宮国民体育大会
主催：厚生省
期日：1941年（昭和16年）10月31日から11月3日
会場：講道館
| 部 門        | 部 門        | 優 勝                             | 第2位                         |
| ------------ | ------------ | --------------------------------- | ----------------------------- |
| 青少年団の部 | 青少年団の部 | 名古屋市 （山口・小原・中村）     | 青森県 （山口・大柳・北林）   |
| 中等学校の部 | 中等学校の部 | 京都府 （池宮城・山舗公義・篠原） | 新潟県 （堀・高橋・駒沢）     |
| 大学高専の部 | 大学高専の部 | 平野時男（拓大予）                | 松本安市（武専）              |
| 一般の部     | 個人         | 木村政彦（東京）                  | 斉藤庄衛（新潟）              |
| 一般の部     | 団体         | 東京府 （吹野・斉藤・菊地）       | 北海道 （橋本・小野寺・勝浦） |

### 第13回
名称：第13回明治神宮国民錬成大会
主催：厚生省
期日：1942年（昭和17年）10月29日から11月3日
会場：講道館・外苑水泳場
| 部 門        | 部 門        | 優 勝                                   | 第2位                                         |
| ------------ | ------------ | --------------------------------------- | --------------------------------------------- |
| 青少年団の部 | 青少年団の部 | 新潟県 （斉田・駒沢・江口）             | 樺太 （佐々木・二瓶・栃沢）                   |
| 中等学校の部 | 中等学校の部 | 福岡県 （吉田・畑野・隅丸）             | 青森県 （高杉・島田・和村）                   |
| 大学高専の部 | 大学高専の部 | 平野時男（拓大）                        | 角田良平（日大）                              |
| 一般の部     | 個人         | 畔田与秋（富山）                        | 村上一雄（福岡）                              |
| 一般の部     | 団体         | 朝鮮 （松尾・広津・結城・方山・森良雄） | 満州 （荒木・藤川・鮫島・佐藤春生・谷口邦夫） |